# Stormwind (sång)
Stormwind är en låt av svenska hårdrocksgruppen Europe och singel från skivan Wings of Tomorrow. På singelns B-sida ligger balladen Dreamer. Låten är skriven av Joey Tempest.

## Musiker
- Joey Tempest - sång
- John Norum - gitarr
- John Levén - elbas
- Tony Reno - trummor